# Essays and Reviews
Essays and Reviews, editado por John William Parker, publicado em março de 1860, é um volume amplo de sete ensaios sobre o cristianismo. Os tópicos abrangeram a pesquisa bíblica dos críticos alemães, as evidências do cristianismo, o pensamento religioso na Inglaterra e a cosmologia do Gênesis.
Ensaios e resenhas era um título de livro popular no século XVI: há muitos livros semelhantes disponíveis, mas nenhum teve o mesmo impacto.

## Antecedentes
Cada ensaio foi escrito independentemente por um dos seis clérigos da Igreja da Inglaterra e um leigo. Não havia uma política editorial geral e cada colaborador escolhia seu próprio tema. Os seis ensaístas da igreja foram: Frederick Temple, que mais tarde se tornou arcebispo de Canterbury; Rowland Williams, então tutor em Cambridge e mais tarde Professor e Vice-Diretor do St David's University College, Lampeter; Baden Powell, clérigo e professor de geometria em Oxford; Henry Bristow Wilson, membro do St John's College, Oxford; Mark Pattison, tutor no Lincoln College, Oxford; e Benjamin Jowett, Fellow do Balliol College, Oxford (mais tarde Mestre) e Professor Regius de Grego, Universidade de Oxford. O leigo era Charles Wycliffe Goodwin, ex-bolsista do St Catharine's College, Cambridge, egiptólogo, advogado e, mais tarde, juiz assistente da Suprema Corte Britânica para China e Japão.

## Importância
O livro foi importante por sua data e seus autores. Aparecendo quatro meses depois de A Origem das Espécies, de Charles Darwin, resumiu um desafio de três quartos de século à história bíblica pelos altos críticos e à pré-história bíblica por cientistas que trabalham nos novos campos da geologia e biologia. Baden Powell reafirmou seu argumento de que Deus é um legislador, milagres violam os decretos legais emitidos na criação, portanto, a crença em milagres é ateísta, e escreveu sobre o " volume magistral do Sr. em opinião a favor do grande princípio dos poderes auto-evolutivos da natureza”.
“Externamente, o conflito terminou de forma inconclusiva, com a absolvição de Williams e Wilson pelos tribunais e a condenação do volume pelo clero em Convocação. início de uma era de dúvida religiosa".

## Sete artigos

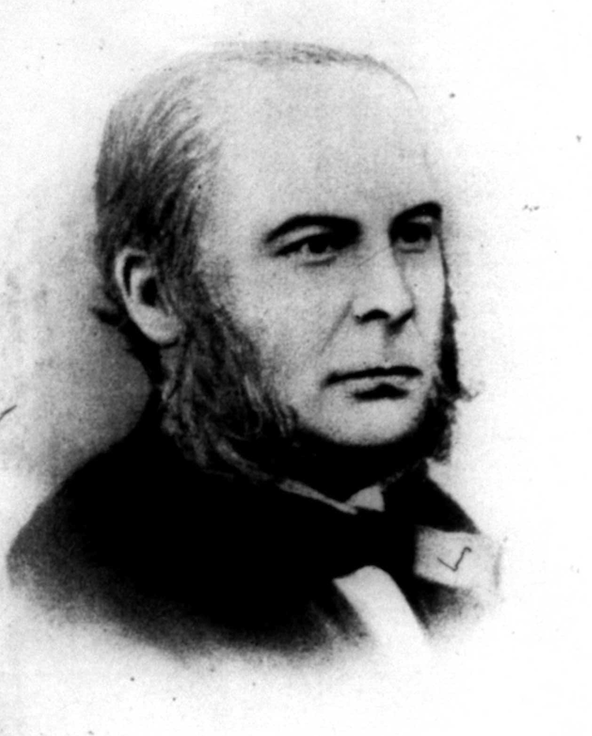
Charles Goodwin

1. A Educação do Mundo por Frederick Temple - "um sermão aquecido incitando o estudo livre da Bíblia"[5]
2. Pesquisas Bíblicas de Bunsen por Rowland Williams - "negando o caráter preditivo das profecias do Antigo Testamento"
3. Sobre o Estudo das Evidências do Cristianismo por Baden Powell - "negado categoricamente a possibilidade de milagres"
4. Séances Historiques de Genebra. A Igreja Nacional por Henry Bristow Wilson - "deu a maior latitude possível para os Trinta e nove artigos e questionou a eternidade da condenação"
5. On the Mosaic Cosmogony por CW Goodwin - "uma crítica da tentativa de 'Harmonies' entre Gênesis e geologia"
6. Tendências do Pensamento Religioso na Inglaterra, 1688-1750 por Mark Pattison - "um estudo erudito e frio dos teólogos evidenciais do século XVIII"
7. Sobre a Interpretação das Escrituras por Benjamin Jowett - "no qual ele pediu que a Bíblia fosse lida 'como qualquer outro livro' e fez um apelo apaixonado por liberdade de erudição"

### "Sobre a interpretação das escrituras"

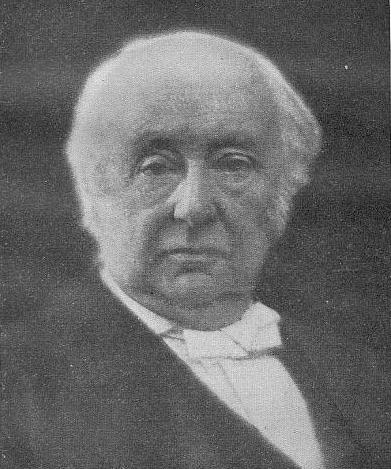
Benjamin Jowett

O ensaio "Sobre a interpretação das escrituras" foi contribuído por Benjamin Jowett. Quando solicitado a contribuir, Jowett viu a oportunidade de desafiar os tradicionalistas. Ele era um racionalista e insistia que a Bíblia deveria ser tratada como os estudiosos tratavam os textos clássicos. Jowett era um proponente da revelação progressiva. Os livros da Bíblia escritos mais tarde foram vistos como estando mais próximos da revelação final de Deus como visto em Jesus Cristo como revelado nos Evangelhos. As epístolas e outros escritos do Novo Testamento foram vistos olhando para trás.
A implicação do ensaio de Jowett (e seus outros escritos) – que a revelação estava em andamento e que as escrituras estavam sempre sujeitas a reinterpretação à medida que cada geração as encontrava – era o alvo de seus inimigos tradicionalistas. Jowett sentiu que estava sendo caluniado por sua honestidade em relação às suas crenças, mas não sofreu nenhuma penalidade real além de um salário infame na Christ Church, Oxford. No entanto, em 1863 Jowett foi levado perante o tribunal do vice-chanceler por ensinar contrário às doutrinas da Igreja da Inglaterra; o caso acabou arquivado.

## Repercussões

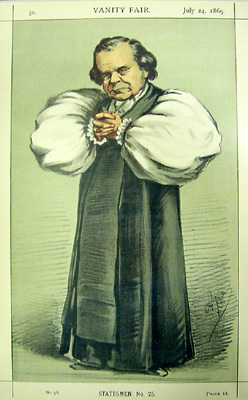
Samuel Wilberforce

Apesar desse alinhamento de cientistas e unitaristas pró-evolução com clérigos liberais, Williams e Wilson foram acusados de heresia no Tribunal dos Arcos. Eles foram considerados culpados em algumas das acusações pelo Decano de Arches, Stephen Lushington, mas apelaram ao Comitê Judicial do Conselho Privado. O Comitê Judicial era composto por juízes seculares sentados com o Arcebispo de Canterbury, o Arcebispo de York e o Bispo de Londres.. Em 1864, anulou as condenações, com os arcebispos de Canterbury e York discordando em parte (embora o bispo de Londres tenha concordado com a decisão). Foi dito que o Conselho Privado "dispensou o inferno com os custos". Cento e trinta e sete mil leigos assinaram uma carta de agradecimento aos arcebispos de Canterbury e York por terem votado contra o Comitê, e uma declaração a favor da inspiração bíblica e dos tormentos eternos foi redigida em Oxford e distribuída aos 24 800 clérigos, sendo assinado por onze mil deles. Wilberforce foi à Convocação de Canterbury e em junho obteve a "condenação sinodal" de Ensaios e Resenhas.
Hoje os tópicos e conclusões do ensaio podem parecer inócuos, mas na época, os ensaios foram descritos por seus oponentes como heréticos, e os ensaístas foram chamados de "Os Sete Contra Cristo"....